# Dragojani
Dragojani (en macédonien Драгожани) est un village du sud-est de la Macédoine du Nord, situé dans la municipalité de Bitola. Le village comptait 265 habitants en 2002.

## Démographie
Lors du recensement de 2002, le village comptait :
- Macédoniens : 949
- Albanais : 55
- Serbes : 8
- Autres : 3